# Alto Parnaíba
Alto Parnaíba là một đô thị thuộc bang Maranhão, Brasil. Đô thị này có diện tích 11132,105 km², dân số năm 2007 là 10202 người, mật độ 0,92 người/km².